# Acraea hamata
Acraea hamata is een vlinder uit de familie van de Nymphalidae. De wetenschappelijke naam van de soort is voor het eerst gepubliceerd in 1922 door James John Joicey en George Talbot.

## Verspreiding
De soort komt voor in Congo-Kinshasa, Oeganda en Rwanda.

## Ondersoorten
- Acraea hamata hamata Joicey & Talbot, 1922 (Oeganda, Rwanda)
- Acraea hamata batangi Bernaud & Ducarme, 2017 (Kivu in Congo-Kinshasa)